# لینا مدینا
لینا مدینا (به اسپانیایی: Lina Medina) (زادهٔ ۲۷ دسامبر ۱۹۳۳ م. و ۵ مهر ۱۳۱۲ ه.ش. در تیکراپو، منطقهٔ اوانکاولیکا، پرو) جوان‌ترین مادر جهان در تاریخ پزشکی است که در سال ۱۹۳۹ در حالی که ۵ سال و هفت ماه و ۲۱ روز سن داشت پسری را به نام «جراردو» به دنیا آورد. مدینا در سن ۳ سالگی عادت ماهیانه داشته است. مدینا و پسرش همچون برادر و خواهر در کنار یکدیگر بزرگ شدند.
لینا متولد شده در پرو در ۱۹۳۳ میلادی است.
به گزارش خبرنگار سایت پزشکان بدون مرز، لینا به دلیل بزرگ شدن شکمش که در حال افزایش بود به بیمارستان محلی برده شد. پزشکان در ابتدا احتمال یک ورم یا یک توده شکمی را مطرح کردند و در ادامه، پس از یک سری آزمایش، پزشکان تأیید کردند که او هفت‌ماهه حامله است.
یک ماه بعد پس از هشت ماه بارداری، لینا فرزند پسری به دنیا آورد که او را جراردو نام نهادند. به دلیل کوچک بودن لگن لینا زایمان به روش سزارین انجام شد و نوزاد در هنگام تولد ۲۷۰۰ گرم وزن داشت.
لینا مدینا اولین آبستن زودرس در سن ۵ سالگی بود که مورد بررسی قرار گرفت و با توجه به مطالعات انجام‌شده و تاریخچهٔ عنوان‌شده از طرف والدینش، او یک عادت ماهیانه بسیار زودرس و پیشرفته در سن ۸ ماهگی داشته است، پستانهای مدینا در سن چهار سالگی رشد کرده بود و در سن ۵ سالگی رشد استخوانی‌اش کامل گشته بود.
علت بلوغ زودرس در لینا مدینا ناشناخته باقی ماند.
در مورد این اتفاق شگفتی همه را دربر گرفت و کار به جایی رسید که پلیس پدر این دختر را به اتهام تجاوز دستگیر کرد ولی به دلیل نبود مدارک کافی آزادش نمود. 
پزشکان بررسی‌های زیادی روی این بچه و مادر انجام دادند و بالاخره متوجه شدند جراردو نه فرزند مدینا که برادر دوقلوی اوست.
آنها فهمیدند بر اساس یک اختلال ژنتیکی بسیار نادر، مدینا حامل برادر دوقلوی او بوده که به دلیل شرایط خاص بدنی این کودک را پنج سال بعد به دنیا آورده است.
این ماجرا به یافته‌های جدید پزشکی منتهی شد و همچنان محافل پزشکی جهان و رسانه‌های علمی دنیا این اتفاق را بررسی می‌کنند.
پسر او جراردو در اوایل فکر می‌کرد که لینا خواهر او است اما نهایتاً جراردو در سن ۱۰ سالگی فهمید لینا مادرش می‌باشد.
در سال ۱۹۷۲ میلادی، لینا ازدواج کرد و ۳۳ سال پس از تولد اولین فرزندش صاحب دومین پسر خود شد.
فرزند اول او یعنی جراردو، هفت سال پس از تولد برادرش یعنی در سن ۴۰ سالگی، به خاطر بیماری مغز استخوان (bone marrow disease) درگذشت.
لینا کم‌سن‌ترین زن باردار جهان بود. او اکنون ٩١ سال سن دارد و با شوهرش در شیکاگو، ایلینوی زندگی می‌کند.